# 1964年夏季残疾人奥林匹克运动会法国代表团
1964年夏季残疾人奥林匹克运动会法国代表团是法国派出的1964年夏季残疾人奥林匹克运动会代表团。获得4枚金牌、2枚银牌和5枚铜牌。